# Kapucynki (naczelne)
Kapucynki (Cebinae) – podrodzina ssaków naczelnych z rodziny płaksowatych (Cebidae).

## Zasięg występowania
Podrodzina obejmuje gatunki występujące w Ameryce Środkowej i Południowej.

## Morfologia
Długość ciała 60–110 cm.

## Systematyka
Do podrodziny należą następujące występujące współcześnie rodzaje:
- Sapajus Kerr, 1792
- Cebus Erxleben, 1777 – kapucynka

Opisano również rodzaj wymarły:
- Acrecebus Kay & Cozzuol, 2006 – jedynym przedstawicielem był Acrecebus fraileyi Kay & Cozzuol, 2006